# Heidelbergwarte

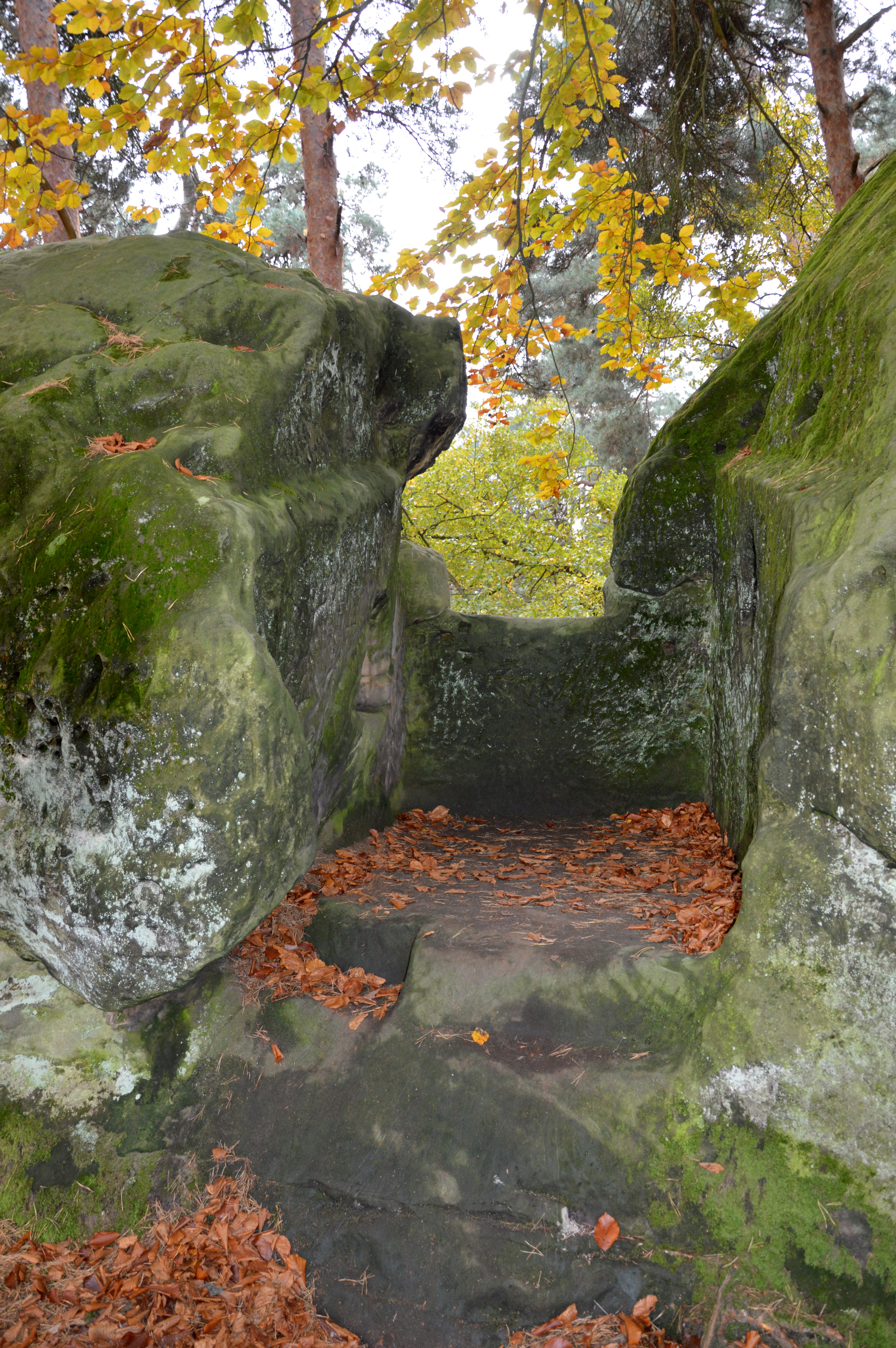
Heidelbergwarte

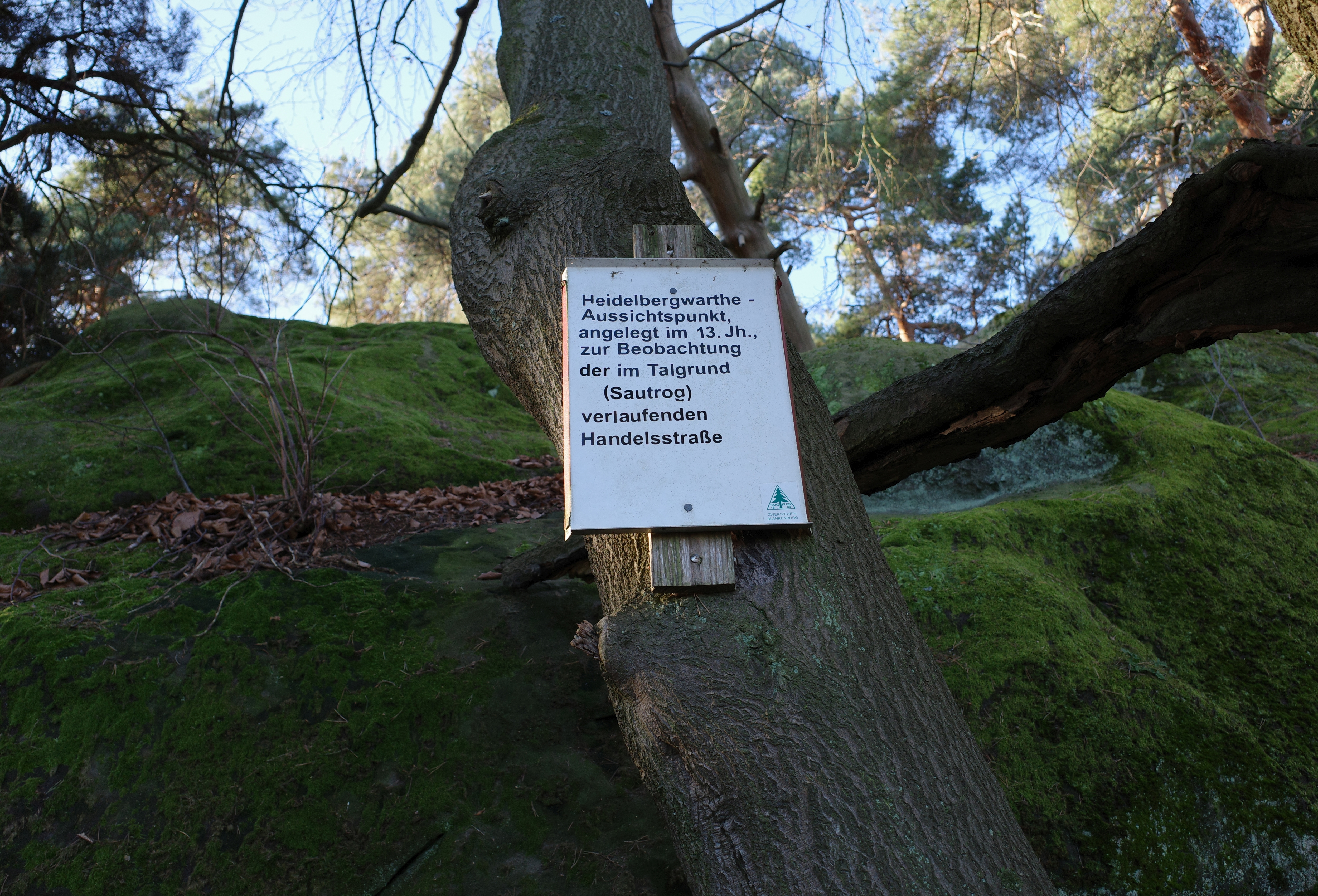
Informationstafel

Die Heidelbergwarte ist der Rest einer historischen Felswarte im westlichen Teil der Teufelsmauer im nördlichen Harzvorland bei Blankenburg im Landkreis Harz in Sachsen-Anhalt.

## Lage
Sie befindet sich unmittelbar am Kamm der Teufelsmauer, etwa zwei Kilometer südöstlich von Blankenburg am Heidelberg in einer Höhe von 258 Metern NHN. Unmittelbar an der Nordseite der Heidelbergwarte führt der Kammweg der Teufelsmauer vorbei. Von hier aus ist die Warte zugänglich.

## Anlage und Geschichte
Die Heidelbergwarte wurde im 13. Jahrhundert angelegt. Die heute erhaltenen Reste stellen sich als aus der Teufelsmauer herausgeschlagener Raum dar. Es sind auch noch die ursprünglichen Balkenlager sowie Stufen und Aussparungen erkennbar. Auf der Nordseite schloss eine Fachwerkwand den kleinen Aufenthaltsraum ab. In einer Höhe von etwa 80 Zentimetern befand sich die Eingangstür, die über eine kleine Leiter erreichbar war. In der östlichen und westlichen in den Fels geschlagenen Seitenwand befinden sich rechteckige oben halbrund abgeschlossene Vertiefungen. Sie dürften zur Aufnahme von Lichtquellen bzw. persönlicher Gegenstände gedient haben. Nach Süden hin besteht eine in den Fels gehauene Fensteröffnung.
Auf dem Fußboden sind Abdrücke einer Leiter zu erkennen. Es wird daher vermutet, dass der erhaltene Raum nur die untere Etage der Warte darstellte. Vermutlich konnte über eine Leiter von hier aus durch eine Luke das Dach der Warte und die sich östlich und westlich anschließenden Felsen der Teufelsmauer erreicht werden. Die Teufelsmauer war zum Zeitpunkt des Betriebs der Warte weitgehend unbewaldet.
Die ursprüngliche Aufgabe der Heidelbergwarte ist heute strittig. Zum Teil wird die Auffassung vertreten, dass sie der Überwachung der auf der Südseite der Teufelsmauer im Tal Sautrog entlanglaufenden Handelsstraße diente.
Andere Autoren sehen hingegen den Schutz einer auf einem Plateau südlich der Warte befindlichen Siedlung als eigentliche Aufgabe. Die Überwachungsfunktion hätte sich danach mehr auf das nördliche Harzvorland erstreckt. Die noch heute erhaltene Fensteröffnung hätte dann wohl weniger eine Beobachtungsfunktion gehabt, sondern hätten schlicht als Lichtöffnung gedient. Tatsächlich befindet sich auf der Südseite eine nur durch schmale Zugänge erreichbare Fläche von 100 Metern Länge und 20 Metern Breite. Auf dieser Fläche befinden sich Anzeichen dafür, dass sich hier ursprünglich Gebäude, insbesondere Grubenhäuser und somit ein kleines Dorf befand. Für diese Funktion, also die Beobachtung nach Norden, wird auch angeführt, dass mit Angriffen aus dem unwegsamen Süden und dem dort liegenden gebirgigen Harz nicht zu rechnen gewesen sei.